# エンデ県
エンデ県（エンデけん、Kabupaten Ende）は、インドネシア東ヌサ・トゥンガラ州（NTT）の県で、フローレス島にある6つの県のうちの1つ。県庁所在地は、エンデ（Kota Ende）。面積2.046,6 km²。人口約25万人。識字率は、96%。3つの色の違う湖で有名なケリムトゥ山がある。